# 毒劫
《毒劫》（英語：Havoc）是一部2025年美英合拍動作驚悚片，講述因毒品交易失敗而落魄不堪的警探必須在黑幫犯罪世界中殺出重圍，以營救一位政治家疏遠的兒子，同時揭開潛藏在整座城市的幕後陰謀勢力。電影由蓋瑞斯·艾文斯自編自導，湯姆·哈迪、佛瑞斯·惠特克、提摩西·奧利芬、賈斯汀·康威爾、潔西·梅·李與楊雁雁主演。
電影2025年4月25日透過Netflix串流發行。

## 剧情
一伙窃贼，成员包括查理、米娅、强尼和韦斯，偷走了一批藏有可卡因的洗衣机。缉毒组的警探文森特、海耶斯、吉米和科尔特斯随即对他们展开追捕。在追逐过程中，科尔特斯受了重伤，被紧急送往医院。
当天晚上晚些时候，查理和米娅带着偷来的可卡因去找本地三合会的头目崔先生。原来，米娅之前偷过崔先生的车，为了抵债被迫为他工作。就在这时，一帮蒙面袭击者突然闯入藏身处，开枪射杀了崔先生及其手下。查理和米娅侥幸逃脱。这帮蒙面人实际上与崔先生手下心怀不满的副手阿庆是一伙的，而阿庆在袭击发生前不久已经悄悄溜走了。
帕特里克·沃克是一名腐败的凶杀案警探，他与家人关系疏远，并且长期收受房地产大亨、市长候选人劳伦斯·博蒙特的贿赂——这位劳伦斯正是查理的父亲。当劳伦斯得知自己的儿子被指控谋杀了崔先生后，他命令沃克务必找到查理并保护好他。沃克于是带着他的新手搭档艾莉，开始四处搜寻查理和米娅的线索。
沃克还去医院探望了科尔特斯，他曾经也是缉毒组的一员。沃克本人拿着劳伦斯的钱，并且因为一桩旧事跟缉毒组这帮前同事关系疏远：在一次出了岔子的毒品盗窃行动中，文森特失手杀死了一名卧底警察。就在沃克进行调查的同时，崔先生的母亲，一位人称“老妈”的三合会资深头目，来到了这座城市。她找到阿庆，当面质问她儿子究竟是怎么死的。阿庆将责任全部推到了查理身上。于是，“老妈”派人从劳伦斯的车队中将他粗暴地绑架了。
沃克追踪到了米娅的叔叔劳尔，劳尔正在为查理和米娅伪造护照，以便他们能够离开这个国家。沃克强迫劳尔安排当晚在一家夜总会碰头交接护照。然而，就在沃克准备将查理和米娅安全带离时，文森特和海耶斯等缉毒警探的到来打断了他的计划。米娅当场认出文森特就是杀害崔先生的凶手。紧接着，劳尔、强尼、韦斯，以及“老妈”派来的三合会打手也纷纷赶到，现场立刻爆发了一场大规模的斗殴和枪战。海耶斯、劳尔、强尼、韦斯以及众多三合会成员在混战中丧生。沃克则带着米娅和受伤的查理艰难地逃脱了。
这时沃克才意识到，文森特和他手下的警察根本就不是想抓捕查理一伙，而是打算自己抢夺那批可卡因。原来文森特与阿庆早已勾结，阿庆已经为这批货找到了买家。文森特企图从中获利，并除掉崔先生——他一直对崔先生压过自己、当上城市三合会头目心怀怨恨。为了扫清障碍、杀人灭口，阿庆潜入医院，残忍地杀害了科尔特斯和他的妻子。而奉沃克之命去保护科尔特斯的艾莉，及时追捕并抓获了阿庆。
沃克将查理和米娅带到了他父亲位于市郊的一间旧木屋里。但三合会的人很快追踪而至，并发动了猛烈的围攻，迫使三人不得不拿起武器进行枪战抵抗。虽然他们击毙了不少敌人，但查理和米娅最终还是被抓获了。沃克在与“老妈”手下的首席杀手“刺客”进行了一场残酷的搏斗后，杀死了对方，但自己也身负重伤。“老妈”带着她的保镖和被绑架的劳伦斯随后赶到。她仍然坚信查理是杀害她儿子的凶手，于是逼迫劳伦斯和米娅玩起了俄罗斯轮盘赌。
然而就在此时，艾莉带着被她抓获的文森特、吉米和阿庆赶到了现场。艾莉当众揭露，这些人才是杀害崔先生的真正元凶。吉米突然挣脱束缚，试图开枪射杀查理，劳伦斯挺身而出为儿子挡下了子弹，最终死在了查理的怀中。阿庆和他手下那些叛变的三合会成员趁机开枪，将“老妈”及其忠心耿耿的手下全部射杀。阿庆还开枪打伤了文森特，但受伤的文森特反手一枪击毙了阿庆，然后抢走了可卡因企图逃跑。沃克立刻追了上去。
艾莉与吉米展开搏斗，沃克一度差点失手射中艾莉，幸好查理及时出手，为父报仇，开枪打死了吉米。文森特想乘坐火车逃离，但被沃克开枪击伤。两人在对峙争吵中，文森特开枪打中了沃克，沃克随即开枪还击，将文森特当场击毙。此时警笛声越来越近，考虑到查理和米娅依然面临追捕的风险，艾莉决定放他们离开。艾莉走到身受重伤的沃克身边，沃克催促她逮捕自己，但艾莉拒绝了。沃克望着逐渐逼近的警车，他的命运充满了未知。

## 演員
- 湯姆·哈迪[1]飾演沃克（Walker）
- 佛瑞斯·惠特克[2]飾演勞倫斯（Lawrence）
- 提摩西·奧利芬[3]飾演文生（Vincent）
- 賈斯汀·康威爾（英语：Justin Cornwell）[3]飾演查理（Charlie）
- 潔西·梅·李[3]飾演艾莉（Ellie）
- 楊雁雁[3]飾演徐（Tsui）之母
- 希利亞·曼德斯-瓊斯（英语：Xelia Mendes-Jones）飾演強尼（Johnny）
- 奎琳·塞普爾維達（Quelin Sepulveda）[3]飾蜜雅（Mia）
- 路易·古茲曼[3]飾勞爾（Raul）
- 馮推守（Sunny Pang）[3]飾清
- 蜜雪兒·華森（英语：Michelle Waterson）[3]飾刺客

## 製作
蓋瑞斯·艾文斯與串流媒體公司Netflix公司簽署獨家協議，為後者自編自導原創電影，艾文斯也透過一對多製片公司（One More One Productions）參與製作。湯姆·哈迪除了擔任主演外還與塞文銀幕（Severn Screen）的艾德·塔爾芬（Ed Talfan）、XYZ影業的阿拉姆·泰爾茲基揚（Aram Tertzakian）共同擔任監製。《毒劫》為艾文斯與Netflix新合約的首部項目，早鎖定由哈迪主演；艾文斯先前曾幫該公司執導了《使徒》（2018年），在製作完成後，Netflix認定導演的風格非常適合串流平台，使雙方二度簽約合作。艾文斯的長期合作夥伴麥特·法蘭尼瑞（Matt Flannery）被聘來擔任攝影指導。
繼哈迪於2021年2月19日被選為主角後，佛瑞斯·惠特克在隔月簽約演出。2021年6月，剩餘演出陣容公布，提摩西·奧利芬、賈斯汀·康威爾、潔西·梅·李和楊雁雁加入主演，而奎琳·塞普爾維達（Quelin Sepulveda）、路易·古茲曼、馮推守（Sunny Pang）和UFC綜合格鬥家蜜雪兒·華森則擔任配角。
電影得到威爾斯當地政府在2020年成立的藝術委員會「創意威爾斯」（Creative Wales）支持，2021年7月8日在加的夫展開主要拍攝，取景遍及南威爾斯各地，得以列為「威爾斯史上拍攝規模最大的電影」並使雙方保有長期合作關係。哈迪分別於2021年7月和8月被目擊在南威爾斯的貝瑞島遊樂園及斯旺西布朗溫廳拍片。《浩劫》也成為史上首部用上奇蹟工廠（WonderWorks）流動托兒所的電影，該流動托兒所為劇組人員提供托兒服務。攝製在2021年10月宣告殺青。

## 發行
《毒劫》2025年4月25日透過Netflix串流發行。

## 外部連結
- 互联网电影数据库（IMDb）上《毒劫》的资料（英文）
- 在Netflix上觀看《毒劫》